# Arredatore
Per arredatore (o interior designer) si intende colui che arreda, più precisamente colui che decide e sceglie le disposizioni che dovranno essere date agli elementi d'arredo.
L'attività può essere svolta in maniera professionale, ma anche in forma autogestita per propria utilità o diletto. La figura dell'arredatore assume particolare rilevanza presso aziende di design di interni, che si occupano di affermare o restituire un alto valore visivo agli elementi e ai vani.
Nella valutazione della disposizione della mobilia e degli accessori, l'arredatore dovrà tenere conto di molteplici elementi, tra cui in primis la combinazione di stili, l'effetto geometrico, la luce, la grandezza del vano, l'assonanza cromatica.